# Santiago Magariños
Santiago Magariños (Buenos Aires, Argentina; 10 de junio de 1990) es un actor argentino. Es conocido por interpretar a Julián Angusi en la tercera temporada de la serie En terapia (2014) emitida por la TV Pública y por su papel protagónico en la serie infantojuvenil Jungle Nest (2016) de Disney XD.

## Carrera profesional
Magariños comenzó su carrera como actor participando de varias obras de teatro independientes como Juegos olímpicos (2007), Chiches (2008), De cómo Romeo se transó a Julieta (2008-2009) y AmarGinados (2009-2010), las cuales fueron exhibidas en el auditorio UPB (Universidad Popular de Belgrano). A partir de esto, le llegó la oportunidad de integrar el elenco principal de una más obra comercial titulada Medea (2010) dirigida por Pompeyo Audivert, la cual le otorgó más visibilidad en el ambiente teatral como actor. En 2010, Santiago realizó su primera aparición en televisión, actuando en algunos capítulos de la serie Para vestir santos emitida por El trece, donde interpretó a Nacho, el hijo del personaje de Gloria Carrá. En 2011, formó parte de la obra teatral La bella valiente y el príncipe durmiente dirigida por Héctor Presa y apareció en un capítulo de la serie Maltratadas de América TV, en la cual jugó el papel de Hernán, un chico virgen que tiene su primer encuentro sexual con Solange (Eleonora Wexler) quien es víctima de violencia por parte de su marido.
En 2012, Santiago fue uno de los protagonistas de la obra Al final, ¿se mueve o no se mueve? estrenada en el Planetario Galileo Galilei. Ese mismo año, protagonizó el cortometraje Nubes dirigido por Manuel Abramovich y apareció en la película documental La educación prohibida, donde compartió escenas con Gastón Pauls. Seguidamente, Magariños se unió al elenco principal de la obra Love, Love, Love (2013) dirigida por Carlos Rivas en el Multiteatro y por la cual recibió una nominación a los premios ACE en la categoría de mejor actor revelación. A su vez, tuvo una participación en la serie Aliados, donde personificó a Rolo, uno de los amigos de Noah (Peter Lanzani).
Su siguiente papel fue en la serie de drama psicológico En terapia emitida por la TV Pública, en la cual jugó el papel de Julián Angusi, un adolescente e hijo de padres adoptivos, con quienes no se lleva muy bien. Por este papel, Santiago recibió más notoriedad en los medios y le valió una nominación a los premios Martín Fierro como mejor artista revelación. Ese año, Magariños participó del especial de la Fundación Huésped titulado Quererte bien, donde interpretó a Juan. En 2015, protagonizó la obra Intentá no pensar en osos polares en el Centro Cultural San Martín y que formó parte del ciclo Teatro x la Identidad.
Poco después, Magariños se unió el elenco principal de la obra teatral Pieza plástica (2016), donde compartió cartel con Joaquín Berthold y Brenda Gandini. Ese mismo año, Santiago protagonizó la serie Jungle Nest de Disney XD, poniéndose en la piel de Julián, un joven aventurero que acepta la invitación de su tío Max (Esteban Prol) para visitar su hotel en la selva. En 2017, apareció como Manuel en la obra Juegos de amor y de guerra, donde compartió escenas con Andrea Bonelli y Luciano Castro. Asimismo, realizó participaciones especiales en las series Mi vida como actor estrenada en YouTube y en El jardín de bronce de HBO, en la cual interpretó una versión adolescente de Iván Rauch, papel compartido con Claudio Tolcachir. Luego, protagonizó, durante dos temporadas, la obra Proyecto sade con Ezequiel Rodríguez.
En 2018, Santiago apareció como Lucas en la película El padre de mis hijos dirigida por Martín Desalvo. Más tarde, fue convocado para coprotagonizar la obra El ardor (2018-2022), donde actuó junto a Juan Gil Navarro y Juana Viale con quienes estuvieron en diferentes teatros de Argentina y Uruguay durante tres temporadas. En 2020, actuó en dos cortometrajes tituladaos Empanadas y A la cuenta de tres. Luego, Magariños coprotagonizó junto a Vanesa González, Federico Bal y Christian Sancho la película de suspenso Realidad virtual (2021), interpretando a Pablo.

## Filmografía

### Cine
| Año  | Título                         | Papel    | Notas        |
| ---- | ------------------------------ | -------- | ------------ |
| 2012 | Nubes                          | Iván     | Cortometraje |
| 2012 | La educación prohibida         | Martín   |              |
| 2018 | El padre de mis hijos          | Lucas    |              |
| 2020 | Empanadas                      | Javier   | Cortometraje |
| 2020 | A la cuenta de tres            | Víctor   | Cortometraje |
| 2021 | Realidad virtual               | Pablo    |              |
| 2023 | La larga vida de los recuerdos | Pedro    |              |
| 2023 | Invisibles                     | Él mismo | Documental   |
| 2024 | Lo que escribimos juntos       | Mariano  |              |
| 2024 | El nuevo novio de Lucía        | Álex     |              |

### Televisión
| Año        | Título              | Papel              | Notas                                |
| ---------- | ------------------- | ------------------ | ------------------------------------ |
| 2010       | Para vestir santos  | Nacho              | Participación especial               |
| 2011       | Maltratadas         | Hernán             | Episodio: «Las dos vidas de Solange» |
| 2013       | Aliados             | Rolo               |                                      |
| 2014       | En terapia          | Julián Angusi      |                                      |
| 2014       | Quererte bien       | Juan               | Especial de Fundación Huésped        |
| 2016       | Jungle Nest         | Julián             |                                      |
| 2017, 2019 | El jardín de bronce | Iván Rauch (joven) |                                      |

### Web
| Año  | Título             | Papel  | Notas      |
| ---- | ------------------ | ------ | ---------- |
| 2017 | Mi vida como actor | Andrea | Episodio 3 |

## Teatro
| Año       | Título                                    | Papel   | Lugar                                              |
| --------- | ----------------------------------------- | ------- | -------------------------------------------------- |
| 2007      | Juegos olímpicos                          |         | Auditorio UPB                                      |
| 2008      | Chiches                                   |         | Auditorio UPB                                      |
| 2008-2009 | De cómo Romeo se transó a Julieta         |         | Auditorio UPB                                      |
| 2009-2010 | AmarGinados                               |         | Auditorio UPB                                      |
| 2010      | Medea                                     |         | Teatro San Martín                                  |
| 2011      | La bella valiente y el príncipe durmiente |         | Teatro La Galera                                   |
| 2012      | Al final, ¿se mueve o no se mueve?        |         | Planetario Galileo Galilei                         |
| 2013      | Love, Love, Love                          | Teo     | Multiteatro                                        |
| 2015      | Intentá no pensar en osos polares         |         | Centro Cultural San Martín                         |
| 2016-2017 | Pieza plástica                            | Vincent | Ciudad Cultural Konex / Centro Cultural San Martín |
| 2017      | Juegos de amor y de guerra                | Manuel  | Centro Cultural de Cooperación                     |
| 2017-2018 | Proyecto sade                             | Eugénie | Centro Cultural San Martín / Teatro El Extranjero  |
| 2018-2019 | El ardor                                  | Manuel  | Teatro Auditorium / Centro Cultural 25 de Mayo     |
| 2022      | El ardor                                  | Manuel  | Gira uruguaya                                      |

### Otros créditos
| Año       | Título                                              | Papel                  | Lugar         |
| --------- | --------------------------------------------------- | ---------------------- | ------------- |
| 2011-2012 | Esa nena ríe, esa nena llora, esa nena no hace nada | Asistente de dirección | Auditorio UPB |

## Premios y nominaciones
| Año  | Organización            | Categoría              | Trabajo          | Resultado | Ref(s) |
| ---- | ----------------------- | ---------------------- | ---------------- | --------- | ------ |
| 2013 | Premios ACE             | Mejor actor revelación | Love, Love, Love | Nominado  | [ 13 ] |
| 2014 | Premios Martín Fierro   | Artista revelación     | En terapia       | Nominado  | [ 14 ] |
| 2018 | Premios Estrella de Mar | Mejor actor revelación | El ardor         | Ganador   | [ 15 ] |